# Молокоедова, Мария Михайловна
Мария Михайловна Молокоедова (род. 13 июня 1999, Лесосибирск, Красноярский край) — российская регбистка, нападающая клуба «Кубань» и женских сборных России по регби-15 и регби-7. Мастер спорта международного класса .

## Биография
Уроженка Лесосибирска. Училась в школе № 9 и лицее № 6 «Перспектива», занималась лёгкой атлетикой изначально под руководством Нины Сапегиной, а затем у Сергея Паутова. Обладательница 1-го разряда по толканию ядра, также занималась прыжками в высоту. Чемпионка Сибирского федерального округа по толканию ядра и по пожарно-прикладному спорту. Позже занялась регби под руководством Марата Минисламова.
Как студентка Института нефти и газа Сибирского федерального университета (специальность — «Эксплуатация и обслуживание объектов добычи нефти»), участвовала в летней Универсиаде 2019 года в Неаполе в составе сборной России по регби-7 и стала бронзовым призёром турнира. В том же году в составе сборной России по регби-15 стала бронзовым призёром чемпионата Европы. 6 марта 2020 года  дебютировала в качестве капитана сборной России в матче чемпионата Европы по регби-15 против сборной Нидерландов.
Бронзовый призер чемпионатов Европы по регби-15 среди женщин 2020 и 2021 годов  .
В 2021 году выступила на этапах чемпионата Европы по регби-7 в Лиссабоне и Москве, завоевав свою первую золотую медаль чемпионки Европы.